# Ibtissem Doudou
Pour les articles homonymes, voir Doudou.
Ibtissem Doudou, née le 20 novembre 1999, est une lutteuse algérienne.

## Carrière
Ibtissem Doudou obtient la médaille de bronze dans la catégorie des moins de 50 kg aux championnats d'Afrique 2020 à Alger et aux Championnats d'Afrique de lutte 2022 à El Jadida
Elle est médaillée de bronze dans la catégorie des moins de 53 kg aux Championnats d'Afrique de lutte 2023 à Hammamet puis dans la catégorie des moins de 50 kg aux Championnats d'Afrique de lutte 2024 à Alexandrie.

## Palmarès
| Année | Compétition                         | Lieu          | Résultat | Catégorie |
| ----- | ----------------------------------- | ------------- | -------- | --------- |
| 2015  | Championnats d'Afrique cadets       | Alexandrie    | 1re      | - 40 kg   |
| 2016  | Championnats d'Afrique juniors      | Alger         | 1re      | - 44 kg   |
| 2018  | Championnats d'Afrique juniors      | Port Harcourt | 3e       | - 50 kg   |
| 2018  | Championnats méditerranéens juniors | Alger         | 3e       | - 50 kg   |
| 2019  | Championnats d'Afrique juniors      | Hammamet      | 3e       | - 50 kg   |
| 2019  | Championnats d'Afrique              | Hammamet      | 4e       | - 53 kg   |
| 2019  | Jeux africains                      | El Jadida     | 5e       | - 50 kg   |
| 2020  | Championnats d'Afrique              | Alger         | 3e       | - 50 kg   |
| 2022  | Championnats d'Afrique              | El Jadida     | 3e       | - 50 kg   |
| 2023  | Championnats d'Afrique              | Hammamet      | 3e       | - 53 kg   |
| 2024  | Championnats d'Afrique              | Alexandrie    | 3e       | - 50 kg   |